# حفل توزيع جوائز الغولدن غلوب الثامن والسبعون
حفل جائزة الغولدن غلوب الثامن والسبعون' (بالإنجليزية: 77th Golden Globe Awards)‏ هو حفلٌ لتكريم أفضل الأعمال السينمائية والتلفزيونية لسنة 2020 من قبل رابطة هوليوود للصحافة الأجنبية. أقيم الحفل في 28 فبراير 2021، بعد شهرين تقريبًا من المعتاد بسبب تأثير على السينما وعلى التلفزيون. الحفل من إنتاج شركة ديك كلارك للإنتاج بالتعاون مع رابطة هوليوود للصحافة الأجنبية، وبُثّ في الولايات المتحدة على شبكة إن بي سي ودبي وان وإم بي سي 4 ومنصة شاهد وستار وورلد في الشرق الأوسط وشمال أفريقيا. كان هذا أول حفل ثنائي-ساحلي، شاركت تينا فاي في استضافته من ذا رينبو روم في مدينة نيويورك، وشاركت آيمي بولر في الاستضافة من فندق بيفرلي هيلتون في بيفرلي هيلز، كاليفورنيا.

## الفائزون والمرشحون

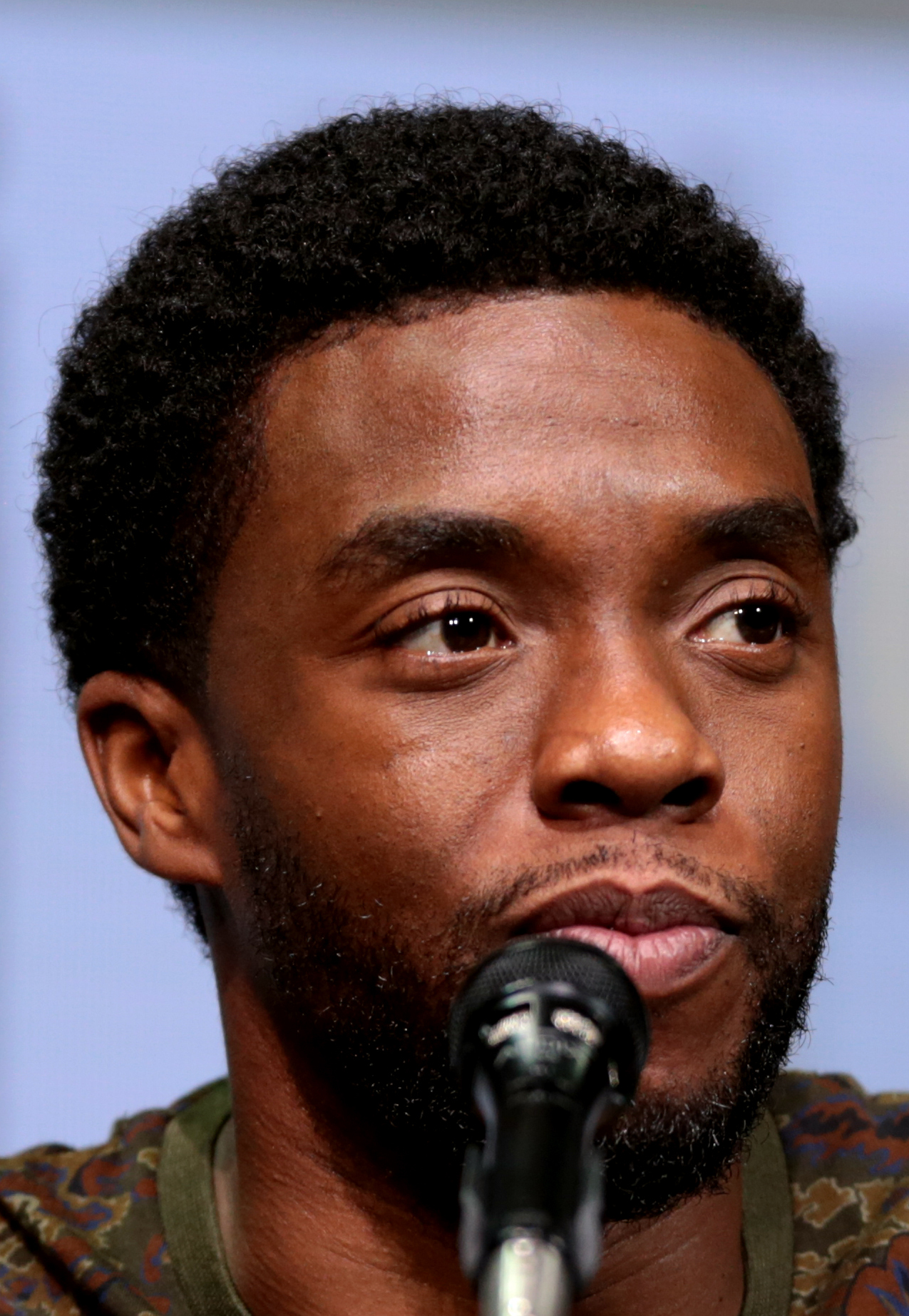
تشادويك بوسمان فاز بجائزة أفضل ممثل - فيلم درامي

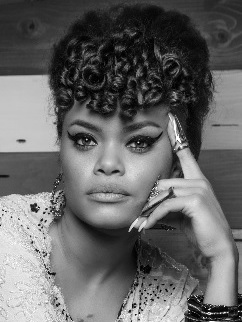
أندرا داي فازت بأفضل ممثلة - فيلم درامي

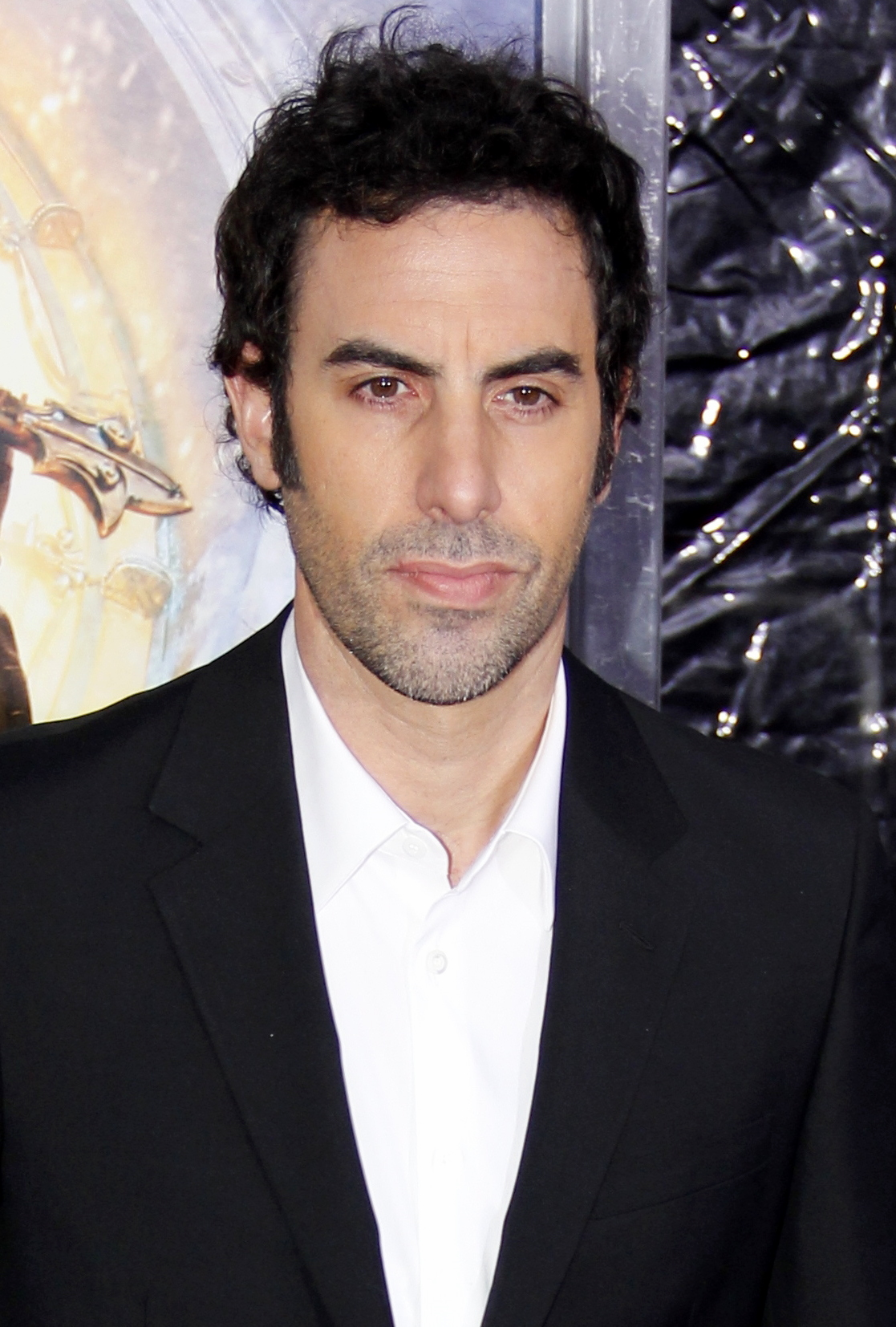
ساشا بارون كوهين فاز بأفضل ممثل - فيلم كوميدي أو موسيقي

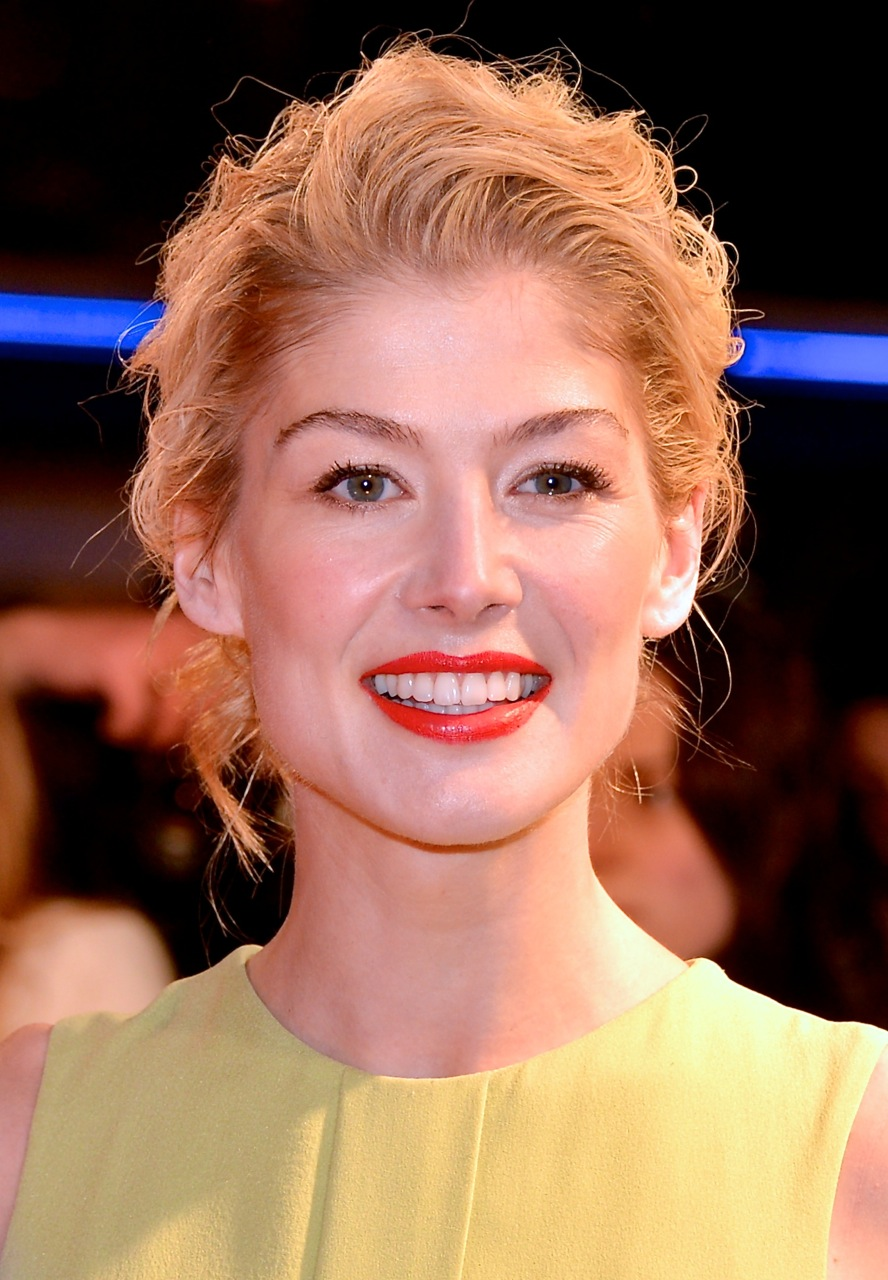
روزاموند بايك فازت بأفضل ممثلة - فيلم كوميدي أو موسيقي

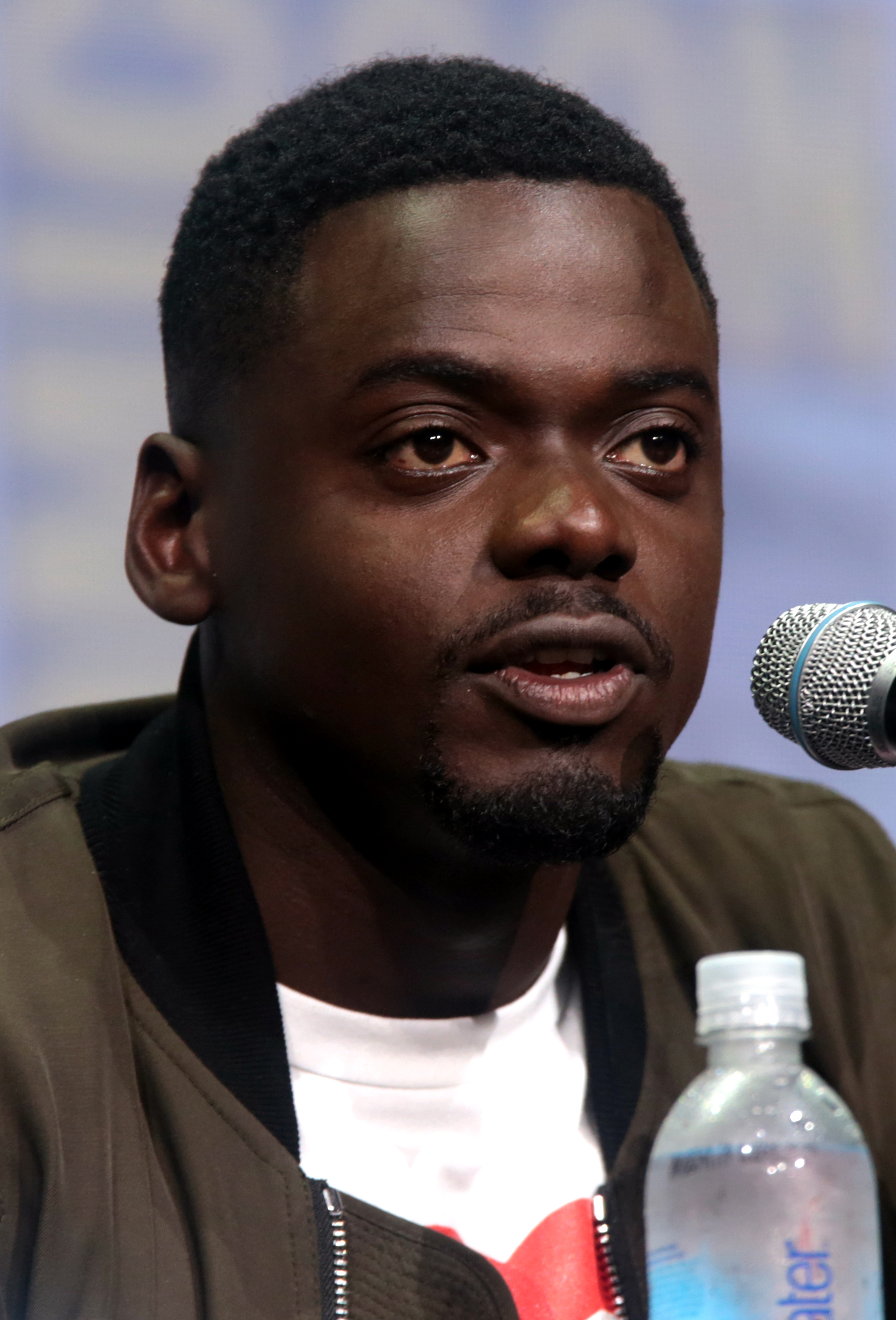
دانييل كالويا فاز بجائزة أفضل ممثل مساند

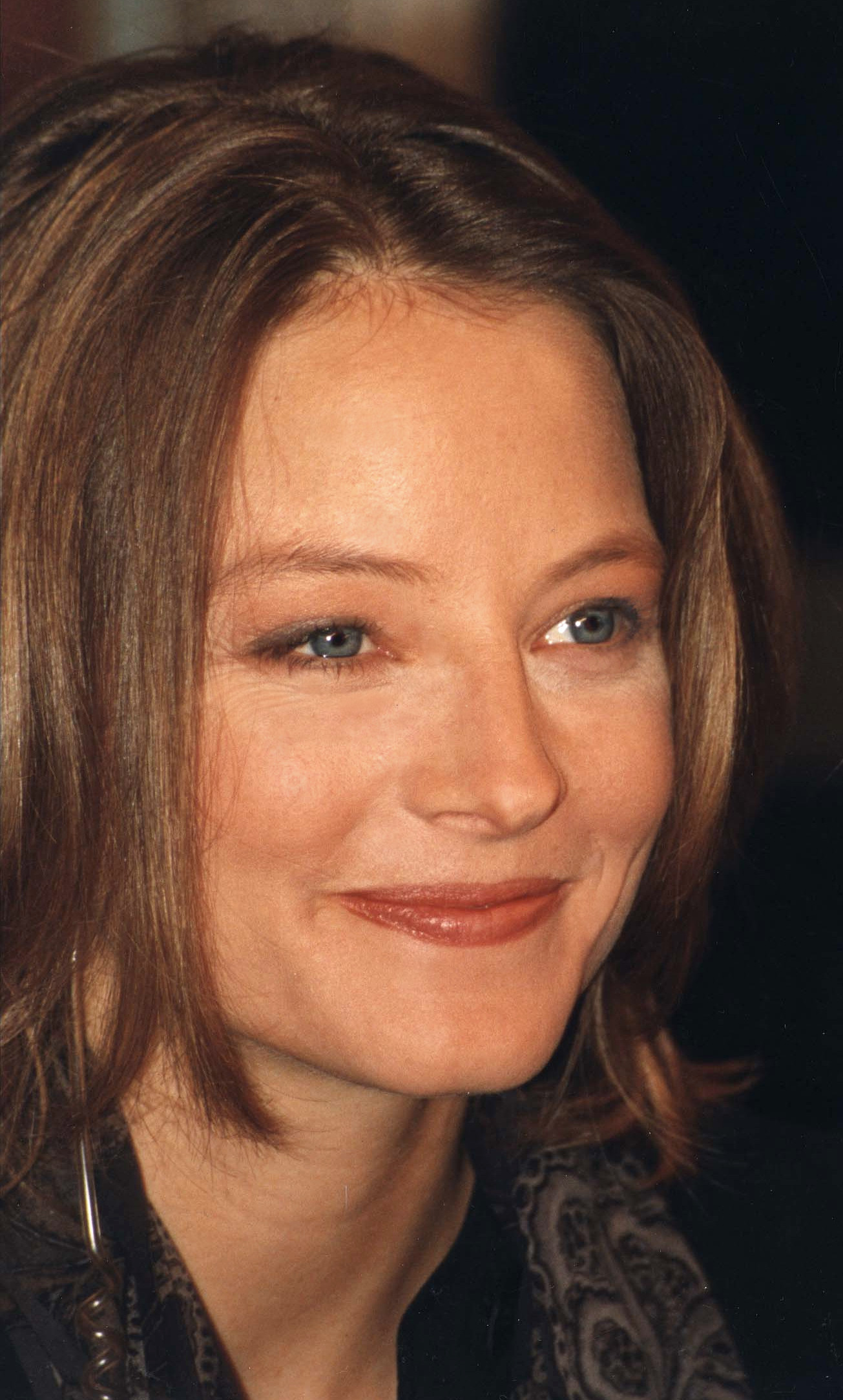
جودي فوستر فازت بجائزة أفضل ممثلة مساندة

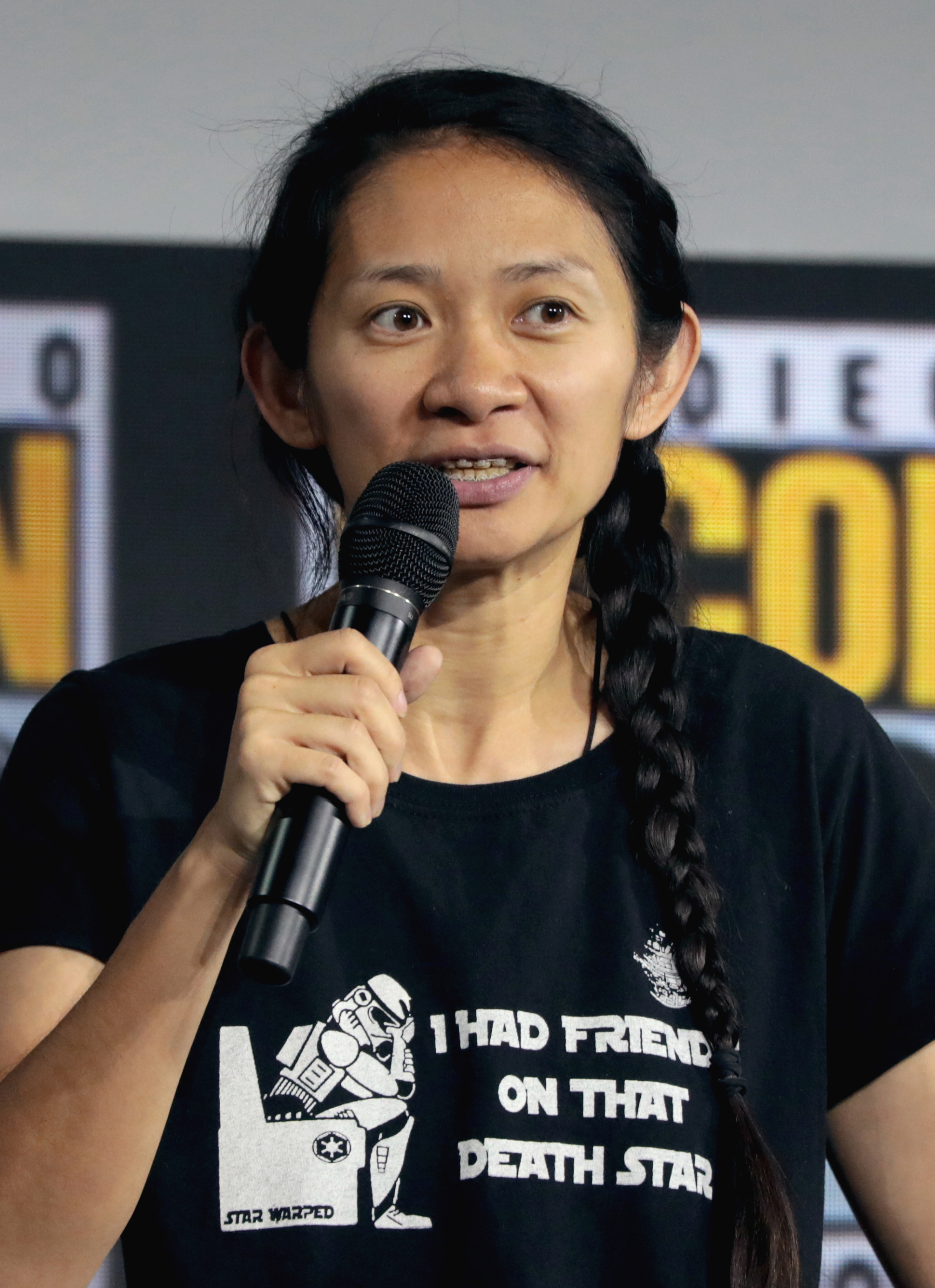
كلوي تشاو فاز بجائزة أفضل مخرج

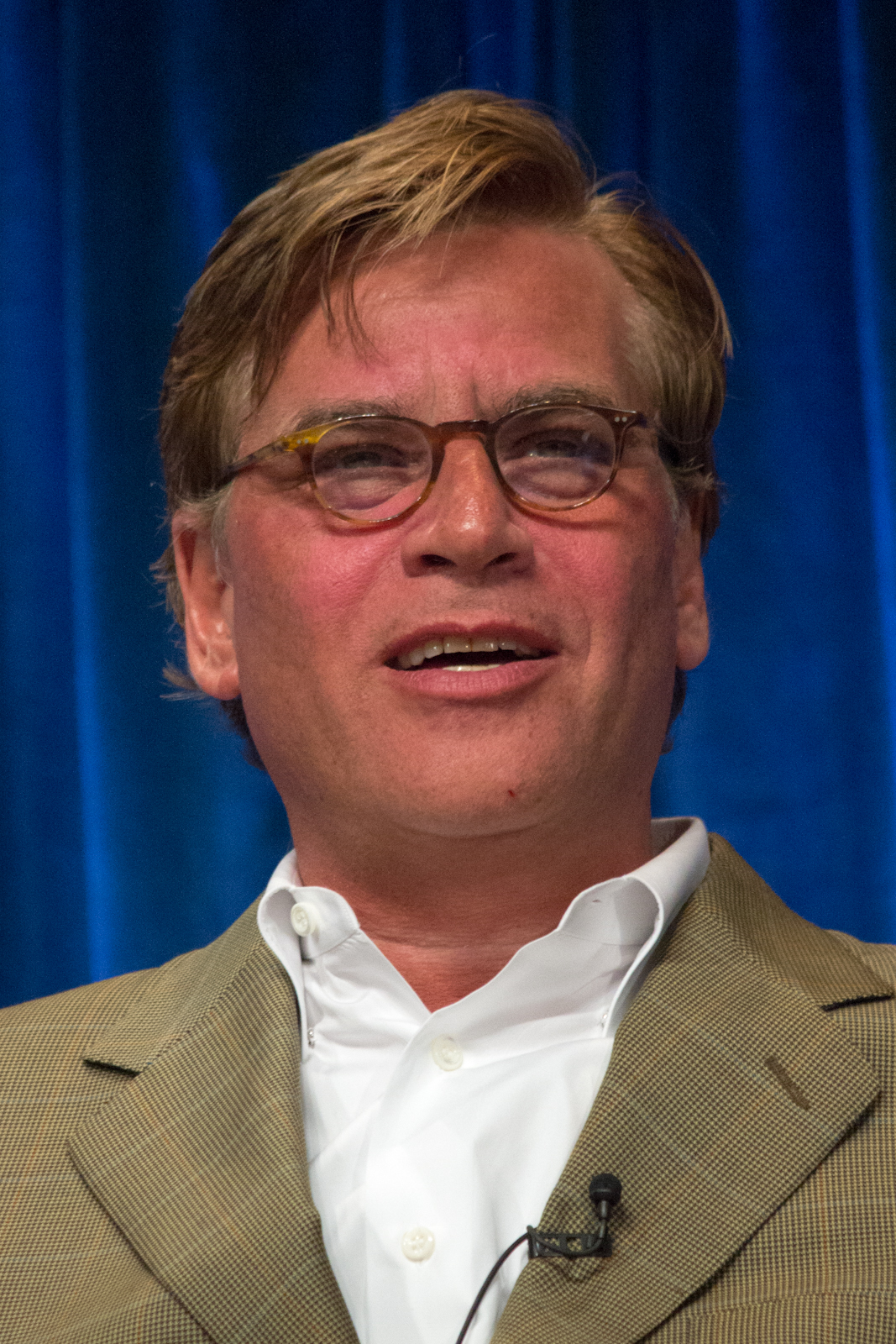
آرون سوركين فاز بجائزة أفضل نص

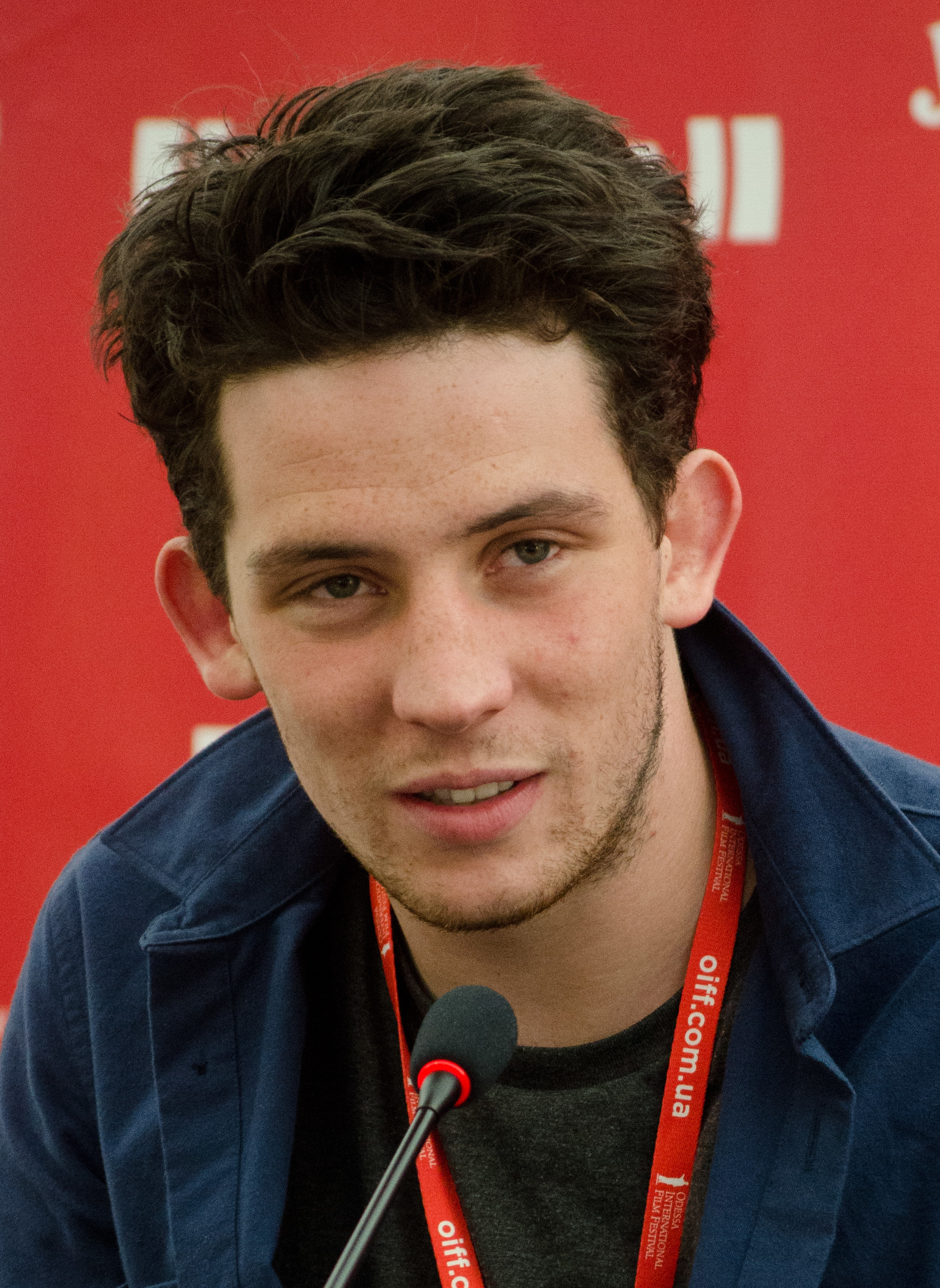
جوش أوكونور فاز بجائزة أفضل ممثل - مسلسل دراما

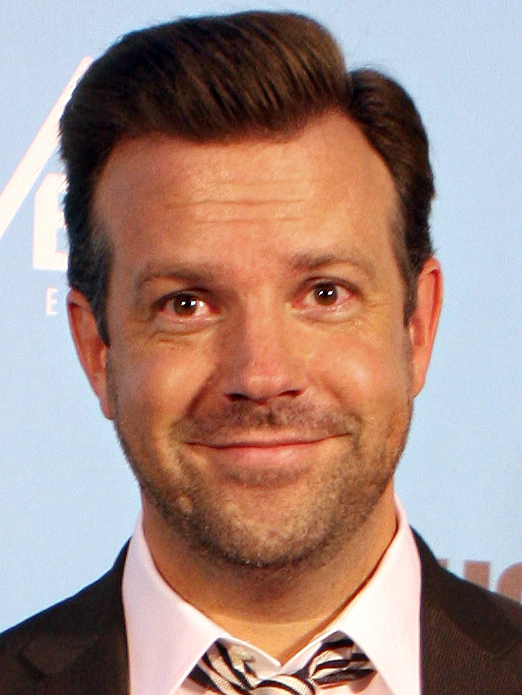
جيسون سوديكس فاز بجائزة أفضل ممثل - مسلسل كوميدي أو موسيقي

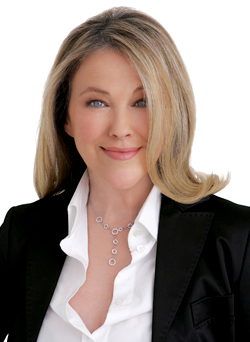
كاثرين أوهارا فاز بجائزة أفضل ممثلة - مسلسل كوميدي أو موسيقي

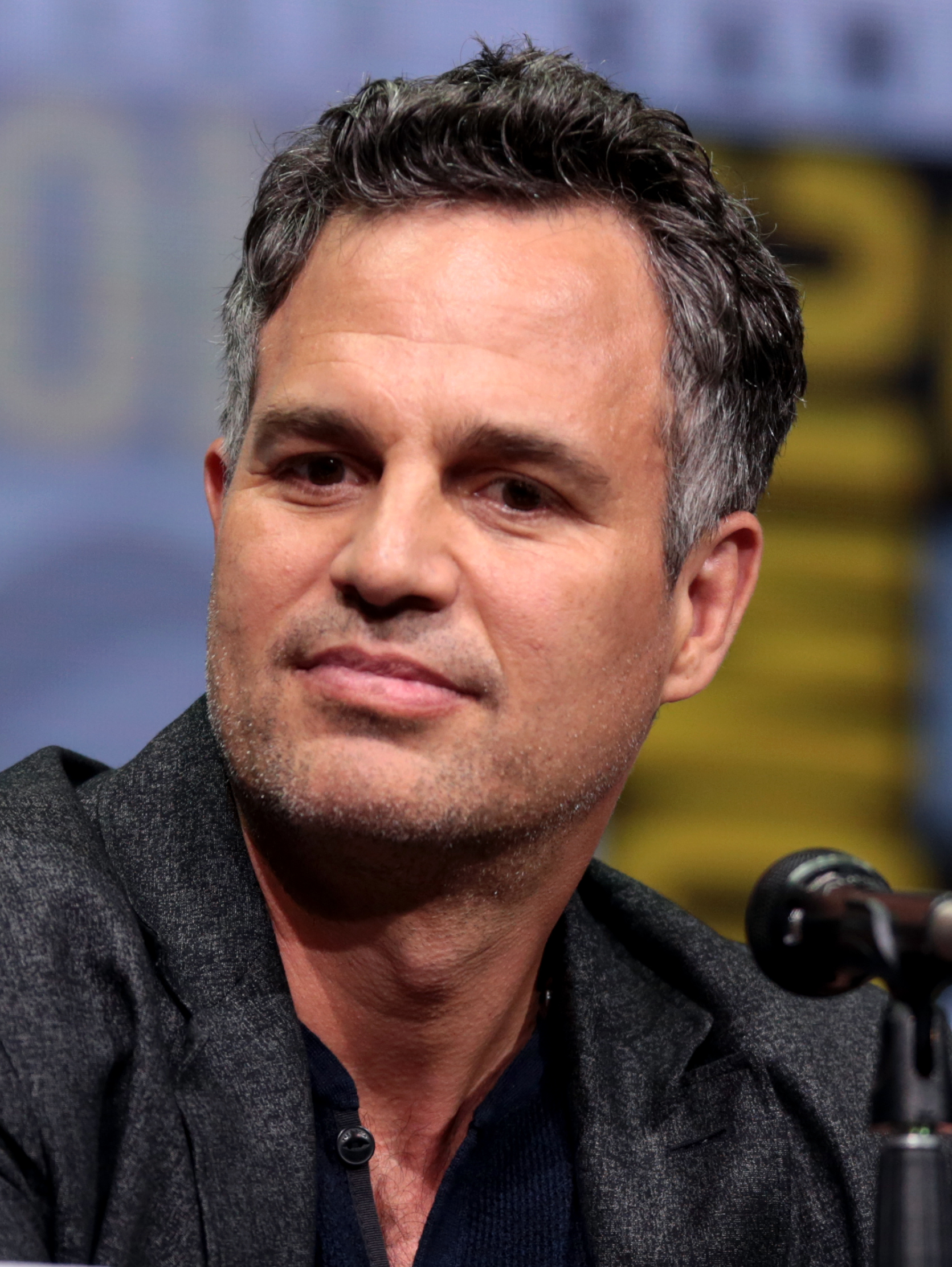
مارك رافالو فاز بجائزة أفضل ممثل - مسلسل قصير أو فيلم تلفزيوني

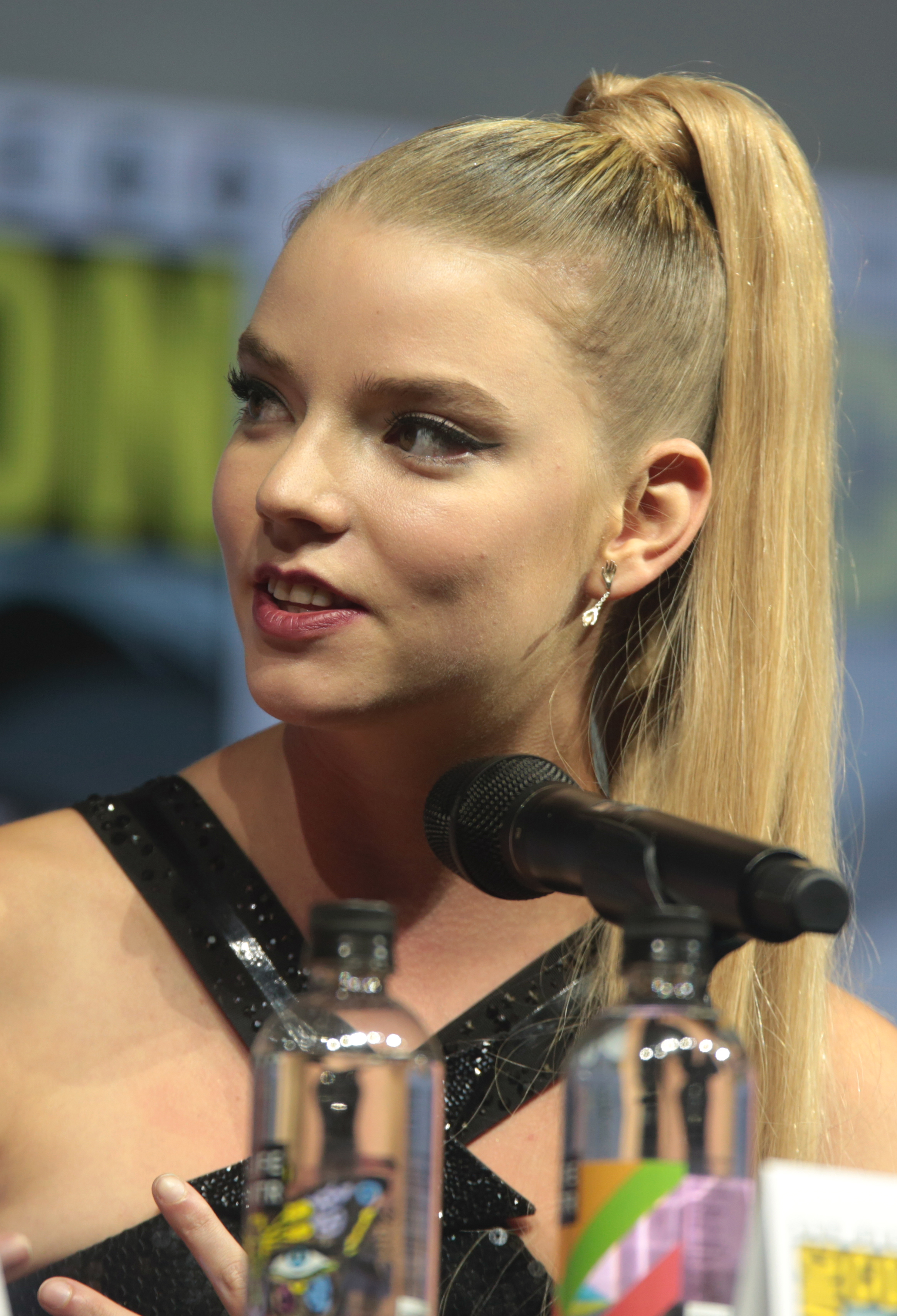
أنيا تايلور فازت بجائزة أفضل ممثلة - مسلسل قصير أو فيلم تلفزيوني

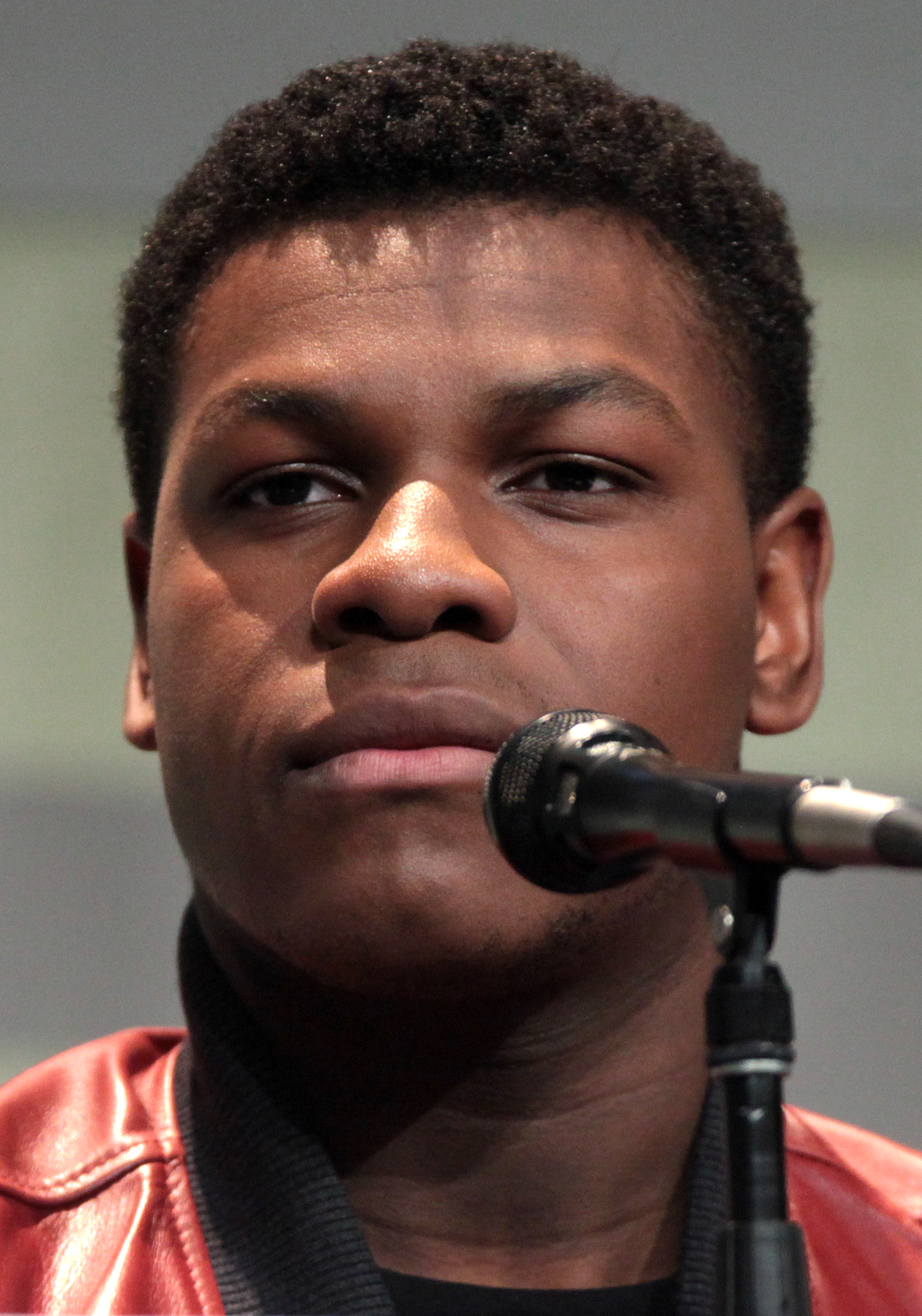
جون بويغا فاز بجائزة أفضل ممثل مساعد - مسلسل قصير أو فيلم تلفزيوني

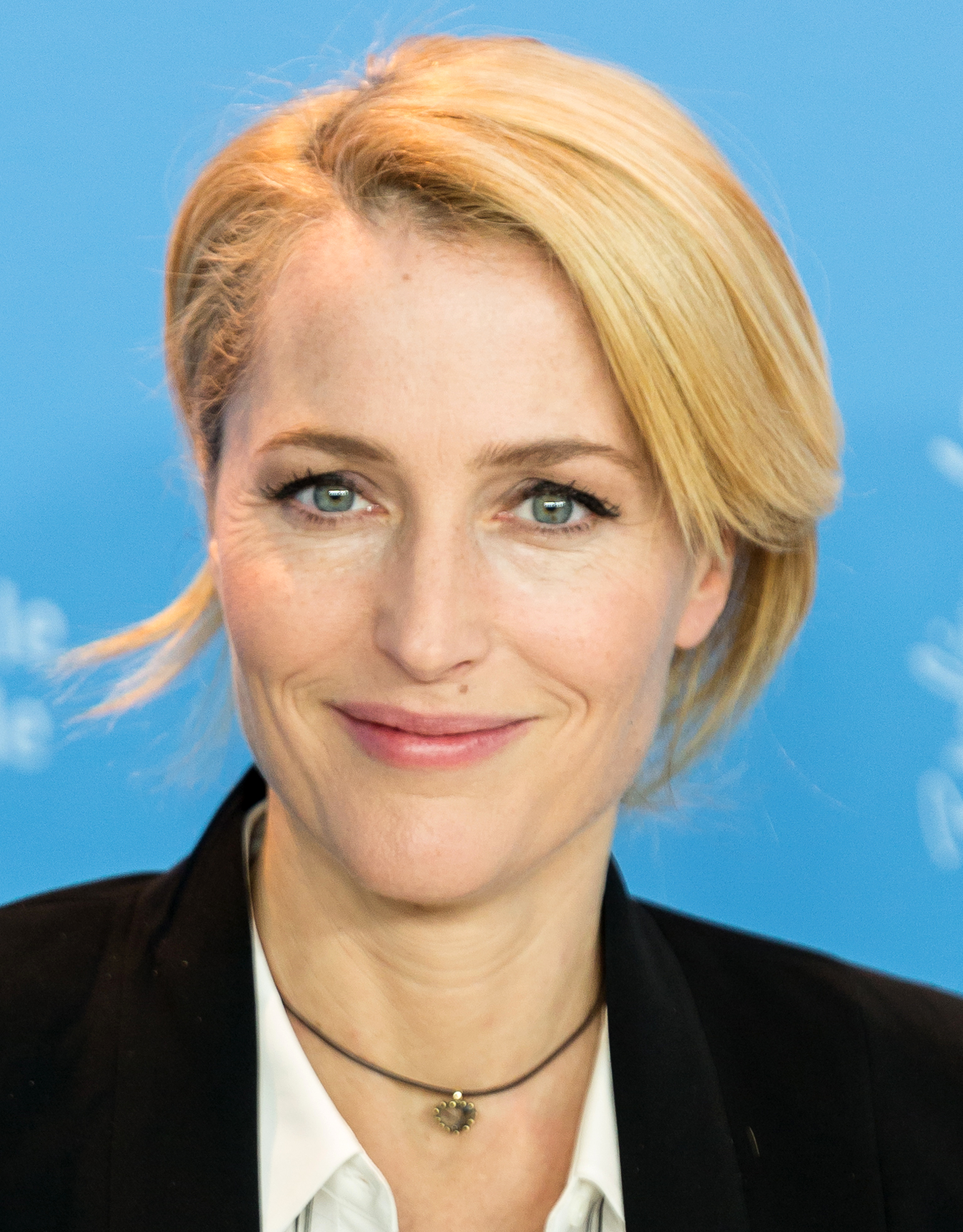
جيليان أندرسون فازت بجائزة أفضل ممثلة مساعدة - مسلسل قصير أو فيلم تلفزيوني

### الأفلام
| أفضل فيلم | أفضل فيلم |
| دراما | كوميدي أو موسيقي |
| --- | --- |
| - نوماندلاند - الأب - مانك - شابة واعدة - محاكمة 7 من شيكاغو | - بورات 2 - هاملتون - موسيقى - بالم سبرينغز - الحفلة الراقصة |
| أفضل أداء في فيلم درامي | |
| ممثل | ممثلة |
| - تشادويك بوسمان – قاع ما ريني الأسود بدور ليفي غرين - ريز أحمد – صوت الميتال بدور روبين ستون - أنتوني هوبكنز – الأب بدور آنثوني - غاري أولدمان – مانك بدور هيرمان جي. مانكيوز - طاهر رحيم – الموريتاني بدور محمدو ولد صلاحي                                        | - أندرا داي – لولايات المتحدة ضد بيلي هوليداي بدور بيلي هوليدي - فيولا ديفيس – قاع ما ريني الأسود بدور ما ريني - فانيسا كيربي – بقايا امرأة بدور مارثا فايس - فرانسيس مكدورماند – نوماندلاند بدور فيرن - كاري موليجان – شابة واعدة بدور كاساندرا "كاسي" توماس |
| أفضل أداء في فيلم موسيقي أو كوميدي | |
| ممثل | ممثلة |
| - ساشا بارون كوهين – بورات 2 بدور بورات ساجدييف - جيمس كوردن – الحفلة الراقصة بدور باري جليكمان - لين مانويل ميراندا – هاملتون بدور ألكسندر هاميلتون - ديف باتيل – التاريخ الشخصي لديفيد كوبرفيلد بدور ديفيد كوبرفيلد - أندي سامبيرج – بالم سبرينغز بدور نيلز       | - روزاموند بايك – يحسبونني أبالي بدور مارلا جرايسون - ماريا باكالوفا – بورات 2 بدور توتار ساجدييف - كيت هدسون – موسيقى بدور كازو كامبل - ميشيل فايفر – رحيل الفرنسي بدور فرانسيس برايس - أنيا تايلور – إيما بدور إيما وودهاوس |
| أفضل أداء ثانوي في فيلم | |
| ممثل مساعد | ممثلة مساعدة |
| - دانييل كالويا – يهوذا والمسيح الأسود بدور فريد هامبتون - ساشا بارون كوهين – محاكمة 7 من شيكاغو بدور آبي هوفمان - جاريد ليتو – التفاصيل الصغيرة بدور ألبرت سبارما - بيل موري – على الصخور بدور فيليكس كاين - ليزلي أودوم جونيور – ليلة واحدة في ميامي بدور سام كوك | - جودي فوستر – الموريتاني (فيلم) بدور نانسي هولاندر - غلين كلوز – هيلبيلي إليجي بدور بوني فانس - أوليفيا كولمان – الأب بدور آني - أماندا سيفريد – مانك بدور ماريون ديفيز - هيلينا زينجل – أخبار العالم مثل جوانا ليونبيرجر |
| جوائز أخرى | |
| أفضل مخرج | أفضل سيناريو |
| - كلوي تشاو – نوماندلاند - إيميرالد فينيل – شابة واعدة - ديفيد فينشر – مانك - ريجينا كينغ – ليلة واحدة في ميامي - آرون سوركين – محاكمة 7 من شيكاغو | - آرون سوركين – محاكمة 7 من شيكاغو - إيميرالد فينيل – شابة واعدة (فيلم) - جاك فينشر – مانك - فلوريان زيلر and كريستوفر هامبتون – الأب - كلوي تشاو – نوماندلاند |
| أفضل موسيقى تصويرية أصلية | أفضل أغنية أصلية |
| - ترينت ريزور واتيكوس روس وجون باتيست – سول - ألكسندر ديسبلا – سماء منتصف الليل - لودفيغ غورانسون – تينيت - جيمس نيوتن هاورد – أخبار العالم - ترينت ريزور واتيكوس روس – مانك                                                                                        | - "Io sì (Seen)" (نيكولو أجلياردي ولورا باوزيني ودياني ارين) – الحياة المقبلة - "Fight for You" (دي مايل وإتش.إي.آر. وتيارا توماس) – يهوذا والمسيح الأسود - "يا ليل (الآنسة فرح)" (راماچ وFrank Dukes وMassari وBenny Blanco وMartin Adium Sinotte وLouis Bell وMAZ) – الآنسة فرح - "Hear My Voice" (سيليست ودانيال بيمبرتون) – محاكمة 7 من شيكاغو - "Speak Now" (سام أشوورث وليزلي أودوم جونيور) – ليلة واحدة في ميامي |
| جائزة غولدن غلوب لأفضل فيلم رسوم متحركة | جائزة غولدن غلوب لأفضل فيلم بلغة أجنبية |
| - سول - آل كروودز 2: عصر جديد - أونورد - فوق القمر - ولفوالكرز | - ميناري (الولايات المتحدة) - جولة أخرى (الدنمارك) - لا يورونا (غواتيمالا) - الحياة المقبلة (إيطاليا) - إثنان منا (فرنسا) |

### الأفلام الأكثر ترشيحاً
الأفلام التالية تلّقت عدّة ترشيحات:
| الترشيحات | الأفلام                          |
| --------- | -------------------------------- |
| 6         | مانك                             |
| 5         | محاكمة 7 من شيكاغو               |
| 4         | الأب                             |
| 4         | نوماندلاند                       |
| 4         | شابة واعدة                       |
| 3         | بورات 2                          |
| 3         | ليلة واحدة في ميامي              |
| 2         | هاملتون                          |
| 2         | يهوذا والمسيح الأسود             |
| 2         | الحياة المقبلة                   |
| 2         | قاع ما ريني الأسود               |
| 2         | الموريتاني                       |
| 2         | موسيقى                           |
| 2         | أخبار العالم                     |
| 2         | بالم سبرينغز                     |
| 2         | الحفلة الراقصة                   |
| 2         | سول                              |
| 2         | الولايات المتحدة ضد بيلي هوليداي |

### المسلسلات
| أفضل مسلسل | أفضل مسلسل |
| دراما | موسيقي أو كوميدي |
| --- | --- |
| - التاج (نتفليكس) - مقاطعة لوفكرافت (إتش بي أو) - الماندلوري (ديزني+) - أوزارك (نتفليكس) - راتشيد (نتفليكس) | - شيت كريك (بوب) - إيميلي في باريس (نتفليكس) - المضيفة (مسلسل قصير) (إتش بى أو ماكس) - العظيمة (مسلسل) (العظيمة) - تيد لاسو (أبل تي في +) |
| أفضل أداء في مسلسل تلفزيوني – دراما | |
| ممثل | ممثلة |
| - جوش أوكونور – التاج (نتفليكس) بدور تشارلز - جيسون بيتمان – أوزارك (مسلسل) (نتفليكس) بدور مارتن "مارتي" بيردي - بوب أودينكيرك – من الأفضل الاتصال بسول (إيه إم سي) بدور سول غودمان - آل باتشينو – الصيادون (برايم فيديو) بدور مير أوفرمان - ماثيو ريس – بيري مايسون (إتش بي أو) بدور بيري ماسون | - إيما كورين – التاج (نتفليكس) بدور ديانا أميرة ويلز - أوليفيا كولمان – التاج (نتفليكس) بدور إليزابيث الثانية - جودي كومر – قتل إيف (بي بي سي أمريكا) بدور فيلانيلي - لورا ليني – أوزارك (نتفليكس) بدور ويندي بيرد - سارة بولسون – راتشيد (نتفليكس) بدور الممرضة راتشيد                                                                                        |
| أفضل أداء في مسلسل تلفزيوني – موسيقي أو كوميدي | |
| ممثل | ممثلة |
| - جيسون سوديكس – تيد لاسو (أبل تي في +) بدور تيد لاسو - دون شيدل – بلاك مونداي (شوتايم) بدور موريس مونرو - نيكولاس هولت – العظيمة (هولو) بدور بيتر الثالث - يوجين ليفي – شيت كريك (بوب تي في) بدور Johnny Rose - رامي يوسف – رامي (هولو) بدور رامي حسن                                           | - كاثرين أوهارا – شيت كريك (بوب تي في) بدور مويرا روز - ليلي كولينز – إيميلي في باريس (نتفليكس) بدور إيميلي كوبر - كالي كوكو – المضيفة (إتش بي أو ماكس) بدور كاسي بودين - أسماء أبو اليزيد – الآنسة فرح (إم بي سي 4) بدور فرح - إيل فانينغ – العظيمة (هولو) بدور كاترين الثانية - جين ليفي – قائمة تشغيل زوي غير العادية (هيئة الإذاعة الوطنية) بدور زوي كلارك |
| أفضل أداء في مسلسل قصير أو فيلم تلفزيوني | |
| ممثل | ممثلة |
| - مارك رافالو – آي نو ذس ماش إز ترو (إتش بي أو) بدور دومينيك وتوماس بيردسي - براين كرانستون – فخامتك (شوتايم) بدور مايكل ديسياتو - جيف دانييلز – ذا كومي رول (شوتايم) بدور جيمس كومي - هيو غرانت – التراجع (إتش بي أو) بدور جوناثان فريزر - إيثان هوك – طائر الرب الصالح (شوتايم) بدور جون براون | - أنيا تايلور – مناورة الملكة (نتفليكس) بدور بيث هارمون - كيت بلانشيت – مسسز أمريكا (إف إكس) بدور فيليس شلافلي - ديزي إدغار جونز – نورمال بيبول (هولو) بدور ماريان شيريدان - شيرا هاس – هاربة من الماضي (نتفليكس) بدور استير "إستي" شابيرو - نيكول كيدمان – التراجع (إتش بي أو) بدور غرايس فريزر                                                               |
| أفضل أداء مساعد في مسلسل قصير أو فيلم تلفزيوني | |
| ممثل مساعد | ممثلة مساعدة |
| - جون بويغا – سمول أكس (برايم فيديو) بدور ليوري لوغان - برندان غليسون – ذا كومي رول (شوتايم) بدور الرئيس دونالد ترامب - دان ليفي – شيت كريك (بوب تي في) بدور ديفيد روز - جيم بارسنز – هوليوود (نتفليكس) بدور هنري ويلسون - دونالد ساذرلاند – التراجع (إتش بي أو) بدور فرانكلين راينهاردت         | - جيليان أندرسون – التاج (نتفليكس) بدور مارغريت ثاتشر - هيلينا بونهام كارتر – التاج (نتفليكس) بدور مارجريت كونتيسة سنودون - جوليا غارنر – أوزارك (نتفليكس) بدور روث لانغمور - آني ميرفي – شيت كريك (بوب تي في) بدور الكسيس روز - سينثيا نيكسون – راتشيد (نتفليكس) بدور جويندولين بريجز                                                                         |
| أفضل مسلسل قصير أو فيلم تلفزيوني | |
| - مناورة الملكة (نتفليكس) - نورمال بيبول (هولو) - سمول أكس (برايم فيديو) - التراجع (مسلسل قصير) (إتش بي أو) - هاربة من الماضي (نتفليكس) | |

### المسلسلات الأكثر ترشيحًا
| عدد الترشيحات | المسلسل         |
| ------------- | --------------- |
| 6             | التاج           |
| 5             | شيت كريك        |
| 4             | أوزارك          |
| 4             | التراجع         |
| 3             | العظيمة         |
| 3             | راتشيد          |
| 2             | ذا كومي رول     |
| 2             | إيميلي في باريس |
| 2             | المضيفة         |
| 2             | نورمال بيبول    |
| 2             | مناورة الملكة   |
| 2             | سمول أكس        |
| 2             | تيد لاسو        |
| 2             | هاربة من الماضي |

## روابط خارجية
- الموقع الرسمي
- حفل توزيع جوائز الغولدن غلوب الثامن والسبعون  في قاعدة بيانات الأفلام على الإنترنت (بالإنجليزية)
- قالب:Rotten Tomatoes TV